# Opisthoxia curvilinea
Opisthoxia curvilinea là một loài bướm đêm trong họ Geometridae.